# Broad Top City
Broad Top City é um distrito localizado no estado norte-americano de Pensilvânia, no Condado de Huntingdon.

## Demografia
Segundo o censo norte-americano de 2000, a sua população era de 384 habitantes. 
Em 2006, foi estimada uma população de 389, um aumento de 5 (1.3%).

## Geografia
De acordo com o United States Census Bureau tem uma área de 
1,7 km², dos quais 1,7 km² cobertos por terra e 0,0 km² cobertos por água.

## Localidades na vizinhança
O diagrama seguinte representa as localidades num raio de 12 km ao redor de Broad Top City. 